# خوسي مانويل فوينتي
خوسي مانويل فوينتي (بالإسبانية: José Manuel Fuente)‏ (مواليد 30 سبتمبر 1945 - الوفاة 18 يوليو 1996) كان دراج إسباني في صنف سباق الدراجات على الطريق.

## سباقات أو مراحل فاز بها
- طواف فرنسا
- طواف إسبانيا
- طواف سويسرا
- طواف إيطاليا

## روابط خارجية
- خوسي مانويل فوينتي على موقع أرشيف الدراجات (الإنجليزية)
- خوسي مانويل فوينتي على موقع إحصائيات الدراجات الإحترافية (الإنجليزية)
- خوسي مانويل فوينتي على موقع CycleBase (الإنجليزية)
- Palmares of Jose Manuel Fuente